# Philodendron schottianum
Philodendron schottianum es una especie de arbusto de la subfamilia de las Aroideae. Es originaria de las Antillas.

## Descripción
Es una planta epífita de tronco, adpreso-trepadora,  de 3–5 m de longitud con el tallo grueso. Catafilos persistentes,desgastados a un retículo de fibras café claro, con esteras pergamentáceas adheridas. Pecíolos de 63–80 cm. Láminas foliares de 39–80 27.5–66 cm, amplia a estrechamente ovadas, profundamente cordadas en la base. Inflorescencias 1–3 por axila; xon pedúnculo de 2.5–9 cm, con “lenticelas” blanquecinas, suberosas, distalmente; espata con el tubo rojizo intenso a purpúreo internamente, a veces teñido de rojizo apagado externamente; espádice de 9.4–13.7 1.3–2.7 cm. Los frutos maduros son blanquecinos.

## Distribución y hábito
Se encuentra en el bosque muy húmedo, pluvial y de roble, a una altitud de 750–2100 m; en las Antillas.

## Taxonomía
Philodendron bipinnatifidum fue descrita por H.Wendl. ex Schott y publicado en Oesterreichische Botanische Zeitschrift 15(3): 72. 1865.
Etimología
Ver: Philodendron
schottianum: epíteto otorgado en honor del botánico Heinrich Wilhelm Schott. 